# 12 Horas
"12 Horas" é uma canção do cantor e compositor Dilsinho, lançada no dia 6 de abril de 2018 pela gravadora Sony Music.

## Vídeo musical
O videoclipe da canção foi lançado no dia 22 de maio de 2018, tendo a direção de Os Primos. No clipe, o cantor protagoniza cenas com a atriz Yana Sardenberg, retratando a história de um casal que vive um romance infiel e proibido. 

## Outras versões
No dia 25 de maio de 2018, Dilsinho lançou uma versão acústica da música em parceria com a cantora Marília Mendonça, que teve um lyric vídeo publicado em seu canal no YouTube no dia 22 de junho de 2018..

## Desempenho nas tabelas musicais
| Chart (2018)   | Maior posição |
| -------------- | ------------- |
| Top 100 Brasil | 19            |

## Vendas e certificações
| País   | Associação de gravadoras | Certificação | Vendas |
| ------ | ------------------------ | ------------ | ------ |
| Brasil | Pro-Música Brasil        | - Platina    | 80.000 |